# Grevena
Grevena (řecky Γρεβενά, arumunsky Grebini) je město v řecké Makedonii. Žije zde přibližně 15 500 obyvatel. Je hlavní město stejnojmenného okresu.

## Dějiny
Město Grevena bylo založeno během byzantského období v 11. století. Osídlení zde však existovalo již v dřívějším období, ve starověku tu žili starověcí Makedonci. V 15. století město ovládli Turci. V turecké době bylo město sídlem biskupa a důležité středisko řeckého obchodu. Město se rozšířilo a usadilo se zde obyvatelstvo z okolních oblastí. Část řeckého obyvatelstva přestoupila na islám, uchovali si však řecký jazyk.
V roce 1900 bulharský etnograf Vasil Kinčov uváděl, že město Grevena má 1 550 obyvatel, z toho 700 Turků (hlavně řecky mluvících), 600 Řeků, 150 Arumunů a 100 Romů. V roce 1923, již jako součást Řecka, se i zde odehrála řecko-turecká výměna obyvatel a všichni muslimové, včetně řecky mluvících, byli přesídlení do Anatolie. Z Turecka se sem usadili hlavně Pontští Řekové. Později se ve městě usazovalo obyvatelstvo okolních území.